# Il vagone di terza classe
Il vagone di terza classe (Le Wagon de troisième classe) è un dipinto del pittore francese Honoré Daumier, realizzato nel periodo artistico-culturale del realismo e attualmente esposto presso il National Gallery of Canada di Ottawa.

## Descrizione
Nello stile di Honoré Daumier, che ha fatto dell'arte uno strumento di lotta politica, questo dipinto del 1862 denunciò la vita più povera (in linea con gli intenti del realismo, movimento artistico-culturale a cui appartiene). La rappresentazione di una condizione sociale umile e poco presa in considerazione dallo Stato è realizzata dall'artista con uno stile drammatico che anticipa i futuri indirizzi della pittura espressionistica di Munch, Ensor, Kirchner e di Egon Schiele. 
Le figure vengono ritratte in un vagone ferroviario di terza classe, tutte ammassate sulle dure panche di legno, con i finestrini che lasciano appena intravedere un cielo livido e lo sguardo perso nel vuoto, evidentemente rassegnate al loro destino di povertà e sofferenza. Ma oltre ai lavoratori, dei quali si intercetta idealmente la fatica, i borghesi si mostrano, in netta contrapposizione con le altre figure, con la loro arroganza, indifferenza e inimicizia, sottolineando così il netto divario tra deboli (madri di famiglia, poveri operai e bambini stanchi) e potenti (ricchi imprenditori), concetto metaforico e reale che emerge dal dipinto. Particolare risalto viene dato alla signora in primo piano, vero e proprio centro visivo e compositivo del quadro: è abbigliata con un mantello e ripone le proprie mani ossute sul manico del paniere sul suo grembo. La sua espressione stanca lascia emergere con violenza i segni della povertà materiale. Persino il giovane ragazzo sulla destra, addormentatosi cullato dallo sferragliare del vagone, sembra avere una vita già provata dalla durezza del lavoro.
Non a caso l'artista non presta tanta cura nella realizzazione formale, stendendo il colore in maniera poco uniforme: siamo lontani dalla grazia e dall'armoniosità tanto nella forma quanto nel contenuto dell'opera. Il vagone di terza classe è un olio su tela, ma ha lo stesso tratto veloce, mobile, che lascia le figure quasi incompiute, delle stampe. È lo stile più adatto a sottolineare gli scarsi mezzi e la mestizia di questa gente che viaggia stipata in un vagone affollato. Il disegno non abbozza i contorni, ne accentua le forme poco eleganti, in modo diverso dallo stile curato e finito insegnato nelle accademie e destinato a soggetti eroici; la firma del suo nome sulla cassa di legno rappresenta l'umiltà e un particolare interesse da parte del pittore per quella classe sociale.